# From Memphis to Vegas/From Vegas to Memphis
From Memphis to Vegas/From Vegas to Memphis è un doppio album discografico di Elvis Presley, pubblicato nel 1969.

## Produzione
L'album è composto da due dischi, uno registrato dal vivo e l'altro in studio; il primo disco, intitolato “Elvis in person at the International Hotel, Las Vegas, Nevada” raccoglie una serie di brani registrati dal vivo da diversi concerti tenutisi nell’agosto 1969 a Las Vegas, mentre il secondo, intitolato Back in Memphis, contiene dieci brani registrati a inizio 1969 negli American Sound Studios a Memphis e non utilizzate per l'album precedente, From Elvis in Memphis.
Nel novembre 1970, la RCA ristampò i due album separatamente, Elvis in Person at the International Hotel come numero di catalogo LSP 4428, e Back in Memphis come LSP 4429. Il 28 luglio 2009, la Sony Music Entertainment ha incluso Back in Memphis sul secondo CD dell'edizione deluxe di From Elvis In Memphis. Similarmente, la riedizione di On Stage: February 1970 pubblicata il 23 marzo 2010, contiene l'intero Elvis in Person at the International Hotel come bonus track.

## Storia
Pubblicato per capitalizzare il successo riscosso da From Elvis in Memphis e dai singoli del periodo come il brano Suspicious Minds, che aveva ridato il primo posto in classifica a Elvis dopo parecchi anni, è il primo album doppio pubblicato da Presley e il suo primo album live ufficiale. Il primo disco consiste di registrazioni dal vivo messe su nastro durante i concerti del ritorno sulle scene che Elvis stava tenendo a Las Vegas riscuotendo commenti entusiastici, le prime esibizioni live sin dal concerto per beneficenza del 1961 alle Hawaii.
Nonostante si tratti di materiale di "riciclo", Stranger in My Hometown eguaglia l'intensità e la potenza dei brani apparsi su From Elvis in Memphis. Dei restanti brani, The Fair's Is Moving On e You'll Think of Me erano apparsi in precedenza come b-sides rispettivamente dei singoli Clean Up Your Own Backyard e Suspicious Minds pubblicati a inizio anno.

## Accoglienza
Il disco raggiunse la posizione numero 12 nella classifica Billboard 200 dei dischi più venduti negli Stati Uniti e la terza posizione in classifica in Gran Bretagna.
Vennero vendute oltre un milione di copie e l'album venne certificato come disco d'oro dalla RIAA il 12 dicembre 1969.

## Tracce
Lato 1 e 2 Elvis In Person at the International Hotel; lato 3 e 4 Back In Memphis.

### Lato 1
| Traccia | Registrazione | Titolo                    | Autori                         | Durata |
| ------- | ------------- | ------------------------- | ------------------------------ | ------ |
| 1.      | 8/25/69       | Blue Suede Shoes          | Carl Perkins                   | 2:06   |
| 2.      | 8/24/69       | Johnny B. Goode           | Chuck Berry                    | 2:12   |
| 3.      | 8/25/69       | All Shook Up              | Otis Blackwell e Elvis Presley | 2:15   |
| 4.      | 8/24/69       | Are You Lonesome Tonight? | Lou Handman e Roy Turk         | 3:16   |
| 5.      | 8/25/69       | Hound Dog                 | Jerry Leiber e Mike Stoller    | 1:53   |
| 6.      | 8/25/69       | I Can't Stop Loving You   | Don Gibson                     | 3:19   |
| 7.      | 8/25/69       | My Babe                   | Willie Dixon                   | 2:12   |

### Lato 2
| Traccia | Registrazione | Titolo                     | Autori                                                      | Durata |
| ------- | ------------- | -------------------------- | ----------------------------------------------------------- | ------ |
| 1.      | 8/25/69       | Mystery Train / Tiger Man  | Junior Parker e Sam Phillips / Joe Hill Louis e Lewis Burns | 3:46   |
| 2.      | 8/25/69       | Words                      | Robin Gibb, Barry Gibb, Maurice Gibb                        | 2:46   |
| 3.      | 8/24/69       | In the Ghetto              | Mac Davis                                                   | 2:56   |
| 4.      | 8/26/69       | Suspicious Minds           | Mark James                                                  | 7:46   |
| 5.      | 8/26/69       | Can't Help Falling In Love | George Weiss, Hugo Peretti, Luigi Creatore                  | 2:12   |

### Lato 3
| Traccia | Registrazione | Titolo                          | Autori                                    | Durata |
| ------- | ------------- | ------------------------------- | ----------------------------------------- | ------ |
| 1.      | 1/15/69       | Inherit the Wind                | Eddie Rabbitt                             | 2:56   |
| 2.      | 1/13/69       | This Is the Story               | Calvin Arnold, David Martin, Geoff Morrow | 2:28   |
| 3.      | 2/17/69       | Stranger In My Own Home Town    | Percy Mayfield                            | 4:23   |
| 4.      | 1/14/69       | A Little Bit of Green           | Calvin Arnold, David Martin, Geoff Morrow | 3:21   |
| 5.      | 2/17/69       | And the Grass Won't Pay No Mind | Neil Diamond                              | 3:08   |

### Lato 4
| Traccia | Registrazione | N° Catalogo | Data    | Titolo                  | Autori                    | Durata |
| ------- | ------------- | ----------- | ------- | ----------------------- | ------------------------- | ------ |
| 1.      | 2/18/69       |             |         | Do You Know Who I Am    | Bobby Russell             | 2:47   |
| 2.      | 1/21/69       |             |         | From A Jack To A King   | Ned Miller                | 2:23   |
| 3.      | 2/21/69       | 47-9747b    | 6/17/69 | The Fair's Is Moving On | Guy Fletcher e Doug Flett | 3:07   |
| 4.      | 1/14/69       | 47-9764b    | 8/26/69 | You'll Think of Me      | Mort Shuman               | 3:58   |
| 5.      | 1/22/69       |             |         | Without Love            | Danny Small               | 2:51   |

## Crediti

### Elvis In Person at the International Hotel
- Elvis Presley – voce
- James Burton – chitarra elettrica
- John Wilkinson - chitarra elettrica
- Charlie Hodge - chitarra, cori
- Larry Muhoberac - tastiere
- Jerry Scheff – basso
- Ronnie Tutt - batteria
- Millie Kirkham - cori
- The Imperials - cori
- The Sweet Inspirations - cori
- Bobby Morris & la sua Orchestra

### Back In Memphis
- Elvis Presley - voce, chitarra, pianoforte
- Ed Kollis - armonica
- John Hughey - pedal steel guitar in In the Ghetto
- Reggie Young, Dan Penn - chitarra elettrica
- Bobby Wood - pianoforte
- Bobby Emmons - organo
- Tommy Cogbill, Mike Leech - basso
- Gene Chrisman - batteria

Sovraincisioni:
- Wayne Jackson, Dick Steff, R.F. Taylor - tromba
- Ed Logan, Jack Hale, Gerald Richardson - trombone
- Tony Cason, Joe D'Gerolamo - corno francese
- Andrew Love, Jackie Thomas, Glen Spreen, J.P. Luper - sassofono
- Joe Babcock, Dolores Edgin, Mary Greene, Charlie Hodge, Ginger Holladay, Mary Holladay
Millie Kirkham, Ronnie Milsap, Sonja Montgomery, June Page, Susan Pilkington, Sandy Posey
Donna Thatcher, Hurschel Wiginton - cori